# Głaskowo
Głaskowo (ros. Гласково) – wieś (ros. деревня, trb. dieriewnia) w zachodniej Rosji, w osiedlu wiejskim Słobodskoje rejonu diemidowskiego w obwodzie smoleńskim.

## Geografia
Miejscowość położona jest nad rzeką Jelsza, geograficznie w centrum Pojezierza Smoleńskiego, przy drodze regionalnej 66N-0528 (Prżewalskoje – Głaskowo), 8 km od centrum administracyjnego osiedla wiejskiego (Staryj Dwor), 40,5 km od centrum administracyjnego rejonu (Diemidow), 85 km od stolicy obwodu (Smoleńsk), 61 km od granicy z Białorusią.
W granicach miejscowości znajduje się ulica Prawosławnaja.

## Demografia
W 2010 r. miejscowość zamieszkiwało 28 osób.

## Historia
W czasie II wojny światowej od lipca 1941 roku wieś była okupowana przez Niemcy. Wyzwolenie nastąpiło we wrześniu 1943 roku.